# Erik Rolfhamre
Erik Olof Rolfhamre, född den 13 november 1958 i Gamla Uppsala församling, är en svensk skådespelare, mest känd för sina monologer och som den grillande mannen i Lidl:s reklam.
Erik Rolfhamre är son till kontraktsprosten Sture Rolfhamre och musikdirektören Karin, ogift Ilar. Efter att ha tagit en fil. kand. i företagsekonomi och franska vid Uppsala universitet, utbildade han sig till skådespelare på Calle Flygare Teaterskola och NBV:s Teaterverkstad samt gick en fortbildningskurs på Teaterhögskolan i Malmö.
Han arbetade på olika svenska teatrar i ett tiotal år innan han på 1990-talet startade egna firman Monologmakaren. Rolfhamre skriver och framför monologer framför allt för konferenser. Han framför olika rollkaraktärer, bland andra kommunalpolitikern Gunnar Johansson från Gimo. Han har anlitats som underhållare av exempelvis Carnegie, kung Carl XVI Gustaf, Justitiedepartementet, SWECO, Folkpartiet, Akademiska sjukhuset, Sandvik, Svenska Kyrkan i London och Handelshögskolan.
Erik Rolfhamre skrev showen (boken) Sängvätarna 2001 och manus till Svenska Idrottsgalan 2002, där han också medverkade.
Några mindre filmroller har han också haft. Han medverkade i kortfilmen Vaggvisa (1987) och för TV i Hassel – Utpressarna (1992), Detta har hänt (1997) och Kommissionen (2005). Framförallt är han dock igenkänd som den glasögonbeprydde mannen som grillar von Lidls kött i TV-reklamen.

## Filmografi
- 1987 – Vaggvisa
- 1992 – Hassel – Utpressarna
- 1997 – Detta har hänt (TV)
- 2005 – Kommissionen (TV-serie)